# Acaiu
Acaiu is een kevergeslacht uit de familie van de boktorren (Cerambycidae). De wetenschappelijke naam van het geslacht werd voor het eerst geldig gepubliceerd in 2005 door Galileo & Martins.

## Soorten
Acaiu is monotypisch en omvat slechts de volgende soort:
- Acaiu spinosus Galileo & Martins, 2005